# رمال من ذهب (فلم)
رمال من ذهب' هو فيلم مصري من بطولة فاتن حمامة وإخراج يوسف شاهين

## القصة
في إحدى القرى المغربية تتولد منافسة بين اثنين من أبناء العم على قلب ابنة عمهما زبيدة الأول طارق والثانى ياسر يتقدم كل منهما للاب كى يتزوج من زبيدة يوافق الاب على ان تتزوج الابنة من ياسر فيسافر طارق إلى اسبانيا للعمل في مصارعة الثيران تهرب زبيدة وتذهب اليه هناك وترفض مطالبته لها بالعودة إلى المغرب حتى لايبحث عنها ابوها لكنها تظل إلى جواره يحقق الحبيب ثروة طيبة يقرر ياسر الذهاب إلى اسبانيامن اجل الانتقام من طارق وزبيدة يصاب طارق بالهوس بسبب ما حققه من ثروة وفي إحدى المباريات يضربه الثور بقوة ويجرحه يصل ياسر في الوقت الذي يرى زبيدة تعتنى بطارق فيتراجع عن موقفه ويعود إلى المغرب.

## عن الفيلم

### دبلجة الفيلم
الممثلون في الفيلم يتحدثون باللهجة المصرية عن طريق (دوبلاج) لأصوات الممثلين الأجانب قام بأدائه «سناء جميل» «عمر الحريري» و«توفيق الدقن»، أما «فاتن حمامة» فتتحدث باللهجة البدوية.

### حديث النقاد
عبر عنه الناقد الراحل «رفيق الصبان» في إحدى مقالاته عن «فاتن حمامة» قائلا: «ظروف كثيرة جدا دعت فاتن حمامة إلى ترك مصر لفترة مؤقتة للحياة في لندن.. وفي خلال هذه الفترة مثلت فيلماً مع يوسف شاهين - الأفضل عدم ذكر اسمه - لأن لا يوسف شاهين ولا فاتن حمامة تتحدث عنه وكان يدور في إسبانيا مع دريد لحام.. الفيلم الجميع ينكره ولا يعرض والجميع تبرأ من هذا الفيلم».

## طاقم العمل[3]
- فاتن حمامة: زبيدة.
- دريد لحام: سويلم.
- نهاد قلعي: صديق سويلم.
- توفيق الدقن: دبلجة صوتية لممثل إسباني.
- عبد الوهاب الدكالي: جاسر ابن الشيخ.